# Zehntscheune (Bradford-on-Avon)

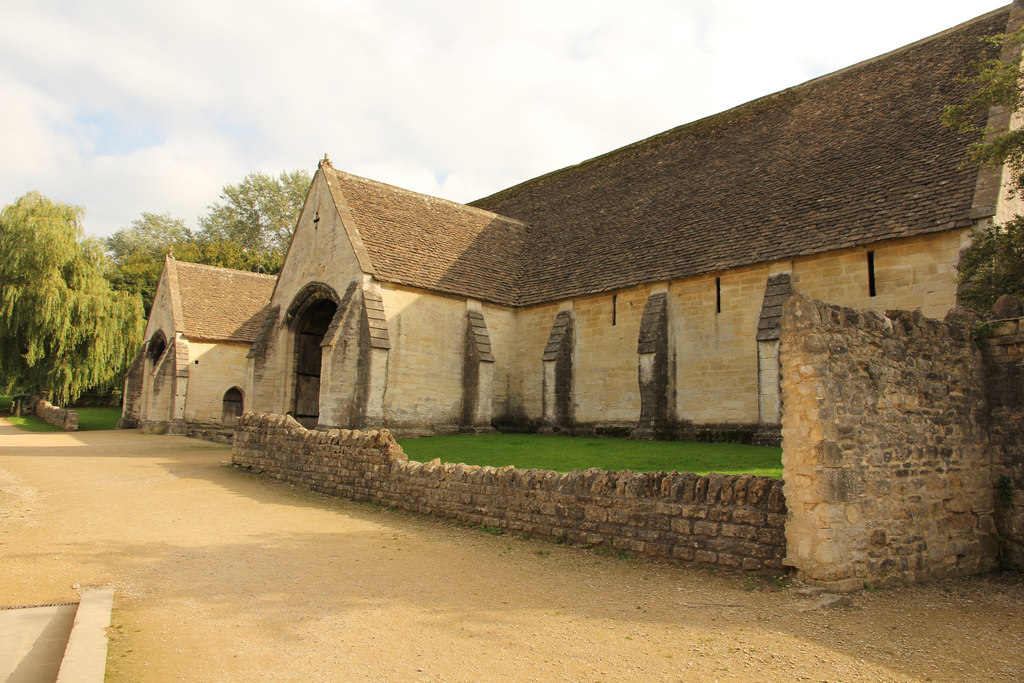
Zehntscheune (Nordseite)

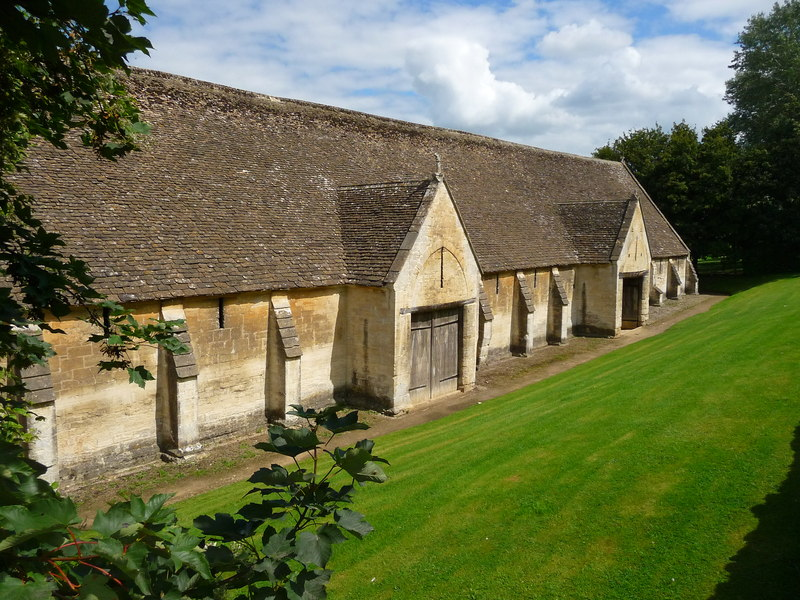
Zehntscheune (Südseite)

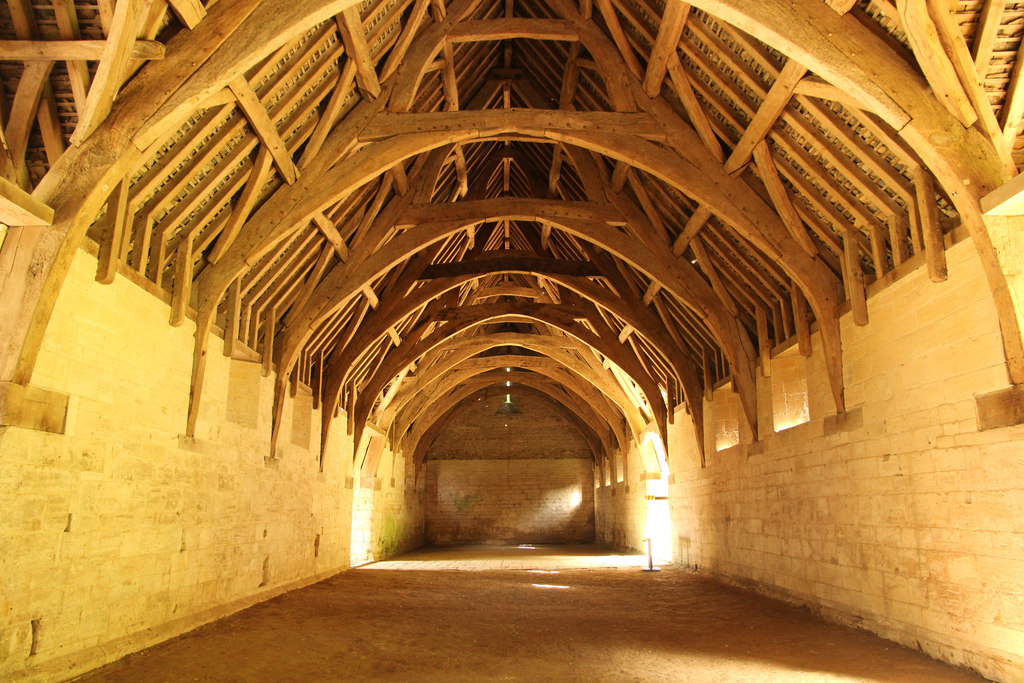
Inneres der Zehntscheune

Die Zehntscheune ist ein zur ca. 45 km südlich gelegenen Shaftesbury Abbey gehörendes Wirtschaftsgebäude aus dem frühen 14. Jahrhundert bei der Stadt Bradford-on-Avon im Südwesten Englands.

## Lage
Die Zehntscheune gehört heute zur Barton Farm und befindet sich nur wenige Meter westlich der Stadt zwischen dem Fluss Avon und dem Kennet-und-Avon-Kanal.

## Geschichte
Wahrscheinlich durch eine Stiftung oder Schenkung gelangte das Benediktinerinnenkloster von Shaftesbury um das Jahr 1330 in den Besitz des Geländes, zu dem zahlreiche Gehöfte gehörten. Man erbaute ein Gutshaus und ein Gebäude zur Lagerung des zumeist kurz nach der Ernte in Naturalien entrichteten Zehnts, die dann sukzessive ins Mutterkloster transportiert, in Teilen aber auch an Bedürftige abgegeben wurden. In den Jahren 1536–1541 betrieb König Heinrich VIII. die Auflösung der englischen Klöster, wodurch nahezu alle kirchlichen Güter an die englische Krone fielen, die sie dann an Privatpersonen weiterveräußerte. Erster Besitzer war Edward Bellingham, der jedoch im Jahr 1551 ohne Erben starb, so dass der gesamte Besitz an die Krone zurückfiel. Diesen erwarb ca. 80 Jahre später William Paulet, ein Marquis aus dem ca. 100 km entfernten Winchester, dessen Familie bis zum Jahr 1774 im Besitz des Gutes blieb. Weitere Eigentümer folgten, doch nach dem Ausbruch des Ersten Weltkriegs (1914) übernahm die Wiltshire Archaeological Society das nicht mehr genutzte Gebäude. Dringend notwendige Reparaturen wurden ausgeführt, doch erfolgte eine grundlegende Restaurierung erst in den 1950er Jahren. Seitdem dient es als Museum und befindet sich heute im Eigentum des English Heritage Trust.

## Architektur
Das ca. 51 m lange, 10 m breite, 9 m hohe und – bis auf mehrere unter der Dachtraufe befindliche, schießschartenähnliche Lichteinlässe – nahezu fensterlose Lagergebäude hat je zwei ca. 5 m hohe und von Giebeln überhöhte Toreinfahrten auf beiden Seiten. Das Innere ist ungegliedert und wird von einem imposanten – teilweise restaurierten – ca. 100 t schweren Dachstuhl bedeckt.